# Pierre Louis Jean Casimir de Blacas d'Aulps
Pour les articles homonymes, voir Blacas.

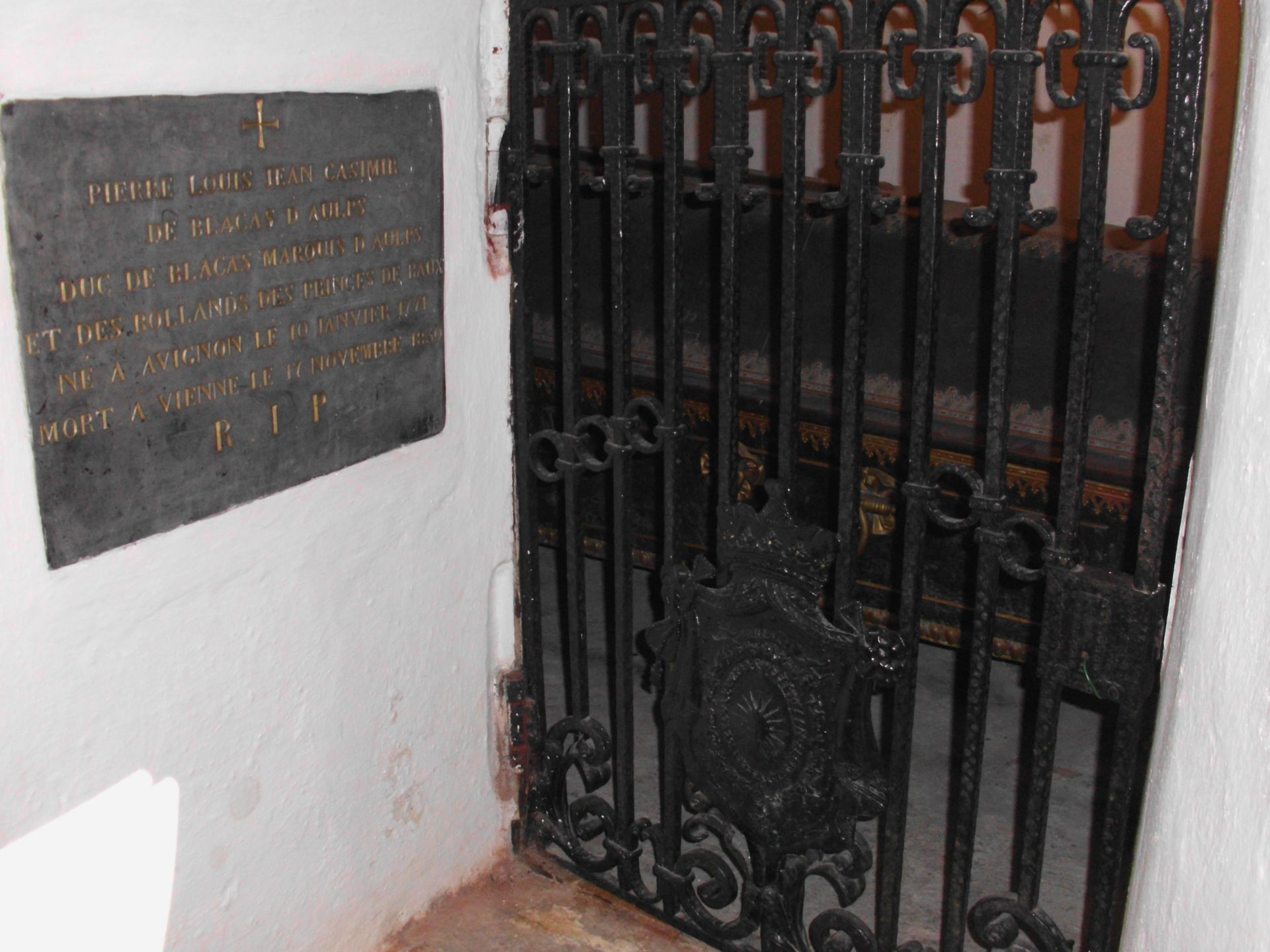
Tombeaux des Bourbon à Kostanjevica - sarcophage du Duc de Blacas

Pierre Louis Jean Casimir de Blacas d’Aulps, comte, puis 1er duc de Blacas (1821), pair de France, 1er prince de Blacas (1837), né le 10 janvier 1771 à Avignon, baptisé le 11 paroisse Saint Symphorien, mort à Vienne (Autriche) le 17 novembre 1839 , inhumé au monastère français de la Castagnavizza à Goritz (aujourd’hui Nova Gorica, Slovénie) est un homme politique, diplomate et collectionneur d'antiques français.
Sous-lieutenant au Noailles-Dragons, il émigra en 1790, s'attacha dans l'exil à la représentation du comte de Provence (futur Louis XVIII), qui le chargea de diverses missions dont une à Saint-Pétersbourg. Devenu roi, ce dernier le nomma maréchal de camp (8 août 1814), ministre de la Maison du Roi (2 juin 1814), grand-maître de la garde-robe, intendant général des bâtiments de la Couronne. Il l'accompagna à Gand, fut nommé pair de France à son retour, puis ambassadeur à Naples où il négocie le mariage du duc de Berry avec Marie-Caroline de Bourbon-Siciles, fille du Roi des Deux-Siciles, puis à Rome, où il fit signer le concordat du 11 juin 1817.
Pendant son administration, il avait favorisé Jean-François Champollion et créé le Musée égyptien du musée du Louvre. Champollion lui a d'ailleurs écrit deux lettres, qui ont été éditées en 1824 et 1826. M. de Blacas avait formé un riche cabinet d'antiquités que M. Reinaud a décrit en partie sous le titre de Description des monuments musulmans du cabinet du duc de Blacas, 1828. Il était membre de l'Académie des inscriptions et belles-lettres, membre libre de l’Académie des beaux-arts et chevalier du Saint-Esprit.
En 1830, il suit les Bourbons dans l'exil.

## Biographie

### Jeunesse
Baptisé à Avignon le 11 janvier 1771, il appartenait à une ancienne famille noble et s'opposa à la Révolution.
En 1790, à 19 ans, alors qu'il était sous-lieutenant au régiment de dragons de Noailles, il passe le Var et s'enfuit à Nice, qui faisait alors partie du royaume de Sardaigne.
De là, il se rend à Coblence, où il se joint à l'armée contre-révolutionnaire composée d'émigrés, sous les ordres du cousin de Louis XVI, le prince de Condé.
Il passe ensuite en Italie, avant d'entrer au service de la Russie, et de combattre en Suisse contre la République française, sous les ordres de Souvorov.

### Au service du roi
Alors qu'il était au service de l'Autriche, il se rend à Varsovie et rejoint la cour en exil du comte de Provence, frère cadet de Louis XVI et prétendant au trône de France, qui le charge de différentes missions, dont l'une à Saint-Pétersbourg.
Malgré l'aide de Joseph de Maistre, envoyé diplomatique du roi de Sardaigne à la cour du tsar Alexandre Ier, il ne put obtenir que de maigres avantages pour le futur roi.
Pourtant, son désir de faire ce qu'il pouvait pour le prince en exil lui gagne vite la confiance de son maître.
En 1809, il est fait grand-maître de la Garde-robe du Roi. Après la mort du duc d'Avaray en 1811, il devient le plus proche conseiller du comte de Provence, et son favori.

### Auprès de Louis XVIII
Quand le comte de Provence devint effectivement roi de France, après la chute de Napoléon en 1814 (voir Première Restauration), Blacas est nommé ministre de la Maison du Roi (2 juin 1814) et promu au grade de maréchal de camp (8 août 1814).
Il obtient les charges de grand-maître de la garde-robe et intendant général des bâtiments de la Couronne En tant que tel, il prend possession de l'Hôtel du Châtelet, rue de Grenelle, auparavant occupé par les bureaux de l'Intendance générale de la Maison de l'Empereur, et désormais affecté à la Maison du Roi.
« Ministre favori » de Louis XVIII, il joue un rôle important dans le Conseil du nouveau Roi.
Quand Napoléon revient de l'Île d'Elbe, Blacas accompagne le Roi pendant son exil à Gand, mais son impopularité lui vaut d'être remercié, quand Louis XVIII revient à Paris à l'issue des Cent-Jours, après Waterloo.
Il est nommé pair de France par une ordonnance du 17 aout 1815, mais bien vite sa place comme conseiller royal est prise par Élie Decazes, plus modéré que lui.

### La disgrâce et l'Italie
Bouc émissaire pour les excès des royalistes en 1814, Blacas est de fait exilé comme ambassadeur de France à la cour du royaume des Deux-Siciles, à Naples. C'est là qu'il négocie en 1816 le mariage du neveu de Louis XVIII, le duc de Berry, avec Marie-Caroline, la fille de François Ier des Deux-Siciles. En 1816, également, il entre à la fois à l'Académie des inscriptions et belles-lettres et à l'Académie des beaux-arts.
Toujours en 1816, il est nommé ambassadeur de France auprès du Saint-Siège à Rome. Il signe un concordat entre la France des Bourbons et le pape Pie VII le 11 juin 1817.
En 1820, il reçoit l'Ordre du Saint-Esprit.
Alors qu'il était encore ambassadeur à Rome, il est l'un des trois représentants de la France au Congrès de Laybach en 1821.
Pendant son long séjour dans la péninsule italienne, il s'intéresse aux vestiges antiques et à la peinture. Il accroit sa collection d'oeuvres d'art, avec des tableaux, des monnaies grecques et romaines. il est proche du peintre romain Vincenzo Camuccini, dont il possède plusieurs tableaux et qui peint son portrait.
En 1817, pendant son séjour à Rome, il fait obtenir à l'artiste français Ingres sa première commande officielle depuis 1814, avec La Mort de Léonard de Vinci, puis Henri IV recevant l'ambassadeur d'Espagne.
Il patronne également le classiciste allemand Theodor Panofka, qui revient avec lui à Paris en 1828.
Par ailleurs, il travailla en étroite collaboration avec l'archéologue italien Carlo Fea à des fouilles sur le Forum Romain. Ensemble, ils identifièrent correctement le Temple de Castor et Pollux en 1816.
Son ambassade à Rome prend fin en 1822.

### Charles X
Louis XVIII l'élève au rang de duc de Blacas d'Aulps le 30 avril 1821 et le nouveau roi, Charles X, le choisit pour être un de ses premiers gentilshommes de la chambre.
Il est aussi nommé intendant général des bâtiments de la Couronne. Pendant son administration, il apporte son aide à l'orientaliste Champollion et crée le «Musée égyptien» au Louvre.
En 1824, il est nommé par Charles X ambassadeur auprès du roi des Deux Siciles, Ferdinand 1er, puis François 1er, jusqu'à la révolution de 1830.
Au cours de sa vie, il amassa une riche collection d'antiquités dont Joseph Toussaint Reinaud a donné en 1828 une description partielle sous le titre Description des monuments musulmans du cabinet du duc de Blacas.
En 1866, ses descendants vendirent la plus grande partie de sa collection égyptienne au British Museum, où elle se trouve encore aujourd'hui.
En 1830, Blacas accompagne les Bourbons dans leur exil. Avec d'autres légitimistes déterminés, comme Ferdinand de Bertier, il contribue à définir un programme politique dans l'optique d'une restauration de la branche aînée, l'édit de réforme du royaume. Cette réforme prévoyait l’élection par les contribuables de conseils municipaux, qui éliraient des conseils cantonaux. Chaque canton enverrait dans les conseils généraux chargés d’administrer les départements. Ces derniers seraient rassemblés en 18 provinces, dont les assemblées (états provinciaux) siègeraient 30 jours par an. À l’échelon national, l’édit prévoyait deux chambres : une chambre des pairs héréditaires et une Chambre des députés nommés par les provinces,.
En 1831, il est chargé par Charles X de le représenter dans l'entourage de la duchesse de Berry, lors de la préparation des tentatives de coup d'Etat de celle-ci, auxquelles il est hostile. En septembre 1831, il est évincé du Conseil de la princesse.
Il vit ensuite dans l'entourage de Charles X, au palais de Holyrood (à Edimbourg), puis au château de Prague et à Goritz.
En 1834, il contribue à écarter la duchesse de Gontaut comme gouvernante des petits-enfants du roi, tout comme le général d'Hautpoul, chargé de l'éducation du duc de Bordeaux, car il craignait leurs opinions politiques relativement libérales.
En 1839, peu avant sa mort, il achète en Autriche, à une cinquantaine de kilomètres au sud de Vienne, le château de Frohsdorf, qu'il lègue à la comtesse de Marnes, épouse de "Louis XIX". Frohsdorf sera la demeure des Bourbons en exil durant un peu plus d'un siècle, jusqu'en 1941.
Il est créé « Fürst » (prince) de Blacas d'Aulps par l'empereur d'Autriche Ferdinand 1er, le 16 mai 1837.
Il meurt le 17 novembre 1839 et est enterré à côté de la crypte de Charles X, dans l'église Sainte-Marie de l'Annonciation sur la colline de Kostanjevica près de Gorizia, église alors en Autriche et maintenant en Slovénie, près de la frontière italienne, à Nova Gorica.

### Mariage et descendance
Pierre Louis Jean Casimir de Blacas d'Aulps épouse à Londres le 22 avril 1814 Henriette Félicie du Bouchet de Sourches de Montsoreau (Paris, 20 février 1780 - Paris, 10 octobre 1856), fille d'Yves du Bouchet de Sourches, comte de Montsoreau, et de Marie-Charlotte Lallemand de Nantouillet. Elle était la petite-fille de Louis II du Bouchet de Sourches, marquis de Sourches, comte de Montsoreau, la nièce de la marquise de Tourzel, dernière gouvernante des enfants de France en 1789-1790. Le couple eut quatre fils :
- Louis-Charles-Pierre-Casimir, 2e duc et 2e prince de Blacas d'Aulps (Londres, 15 avril 1815 - Venise, 10 février 1866), marié en 1845 avec Marie de Pérusse des Cars (1827-1855), fille d'Amédée de Pérusse, duc des Cars, puis en 1863 avec Alix de Damas (1824-1879), fille d'Ange Hyacinthe Maxence de Damas, dont postérité des deux mariages ;
- Pie-Pierre-Marie-Hippolyte de Blacas d'Aulps (Rome, 24 juillet 1816 - Pau, 29 mars 1892) dit l'Abbé de Blacas, entré dans les ordres (Compagnie de Jésus), ordonné prêtre à Saint-Ghamand près d'Avignon ;
- Stanislas-Pierre-Joseph-Yves-Marie, comte de Blacas, non marié (Rome, 5 novembre 1818 - Paris,18 mars 1887) ;
- Pierre-Étienne-Armand-François-Xavier, comte de Blacas d'Aulps (Rome, 24 novembre 1819 - Paris, 5 février 1876), marié en 1849 avec Georgine de Chastellux (1830-1897), fille d'Henri de Chastellux, duc de Rauzan, et de Claire de Durfort de Duras. Dont postérité.

## Iconographie
Une médaille posthume à son effigie fut commandée par ses amis au graveur Maurice Borrel en 1841. Un exemplaire en est conservé au musée Carnavalet (ND 183).

## Titres
- Pair de France[10] :
  - Pair héréditaire par l'ordonnance du 17 août 1815 ;
  - Titre de comte-pair héréditaire le 31 août 1817 ;
  - Duc et pair le 11 septembre 1824 ;
  - Prince (autrichien) le 16 mai 1837 ;
- « [issu] des princes des Baux[11] ».

## Distinctions
- Légion d'honneur[11] :
  - Chevalier (1er mai 1821), puis,
  - Officier de la Légion d'honneur (19 août 1823) ;
- Chevalier du Saint-Esprit (Paris, 30 septembre 1820).

## Armoiries
| Figure | Blasonnement |
|        | Armes du duc de Blacas, pair de France D'argent, à une étoile (16 rays) de gueules. On trouve aussi : D'argent à la comète de gueules.[réf. à confirmer] CimierSept casques couronnés. CriSOUVENANCE. TenantsDeux sauvages de carnation, ceints et couronnés de lierre, armés de massues. |

### Sources et bibliographie
- (en) Cet article est partiellement ou en totalité issu de l’article de Wikipédia en anglais intitulé « Pierre Louis Jean Casimir de Blacas » (voir la liste des auteurs).
- Extrait de l'article de Pierre Nicolas, généalogiste, avec son aimable autorisation. Pour consulter l'article entier, voir ce site consacré au « comte de Chambord », à la rubrique "son entourage".
- « Pierre Louis Jean Casimir de Blacas d'Aulps », dans Adolphe Robert et Gaston Cougny, Dictionnaire des parlementaires français, Edgar Bourloton, 1889-1891 [détail de l’édition]

- Camille Py, Le duc de Blacas (1771-1839) en Italie : les grandes étapes dans la constitution d'une collection privée au début du XIXe siècle, in Les Cahiers de l'Ecole du Louvre n° 19, 2022, Lire en ligne

Cet article comprend des extraits du Dictionnaire Bouillet. Il est possible de supprimer cette indication, si le texte reflète le savoir actuel sur ce thème, si les sources sont citées, s'il satisfait aux exigences linguistiques actuelles et s'il ne contient pas de propos qui vont à l'encontre des règles de neutralité de Wikipédia.